# Cis testaceimembris
Cis testaceimembris es una especie de coleóptero de la familia Ciidae.

## Distribución geográfica
Habita en Brasil.